# Parakanmanggu
Parakanmanggu is een bestuurslaag in het regentschap Ciamis van de provincie West-Java, Indonesië. Parakanmanggu telt 3736 inwoners (volkstelling 2010).